# Catador de alimentos

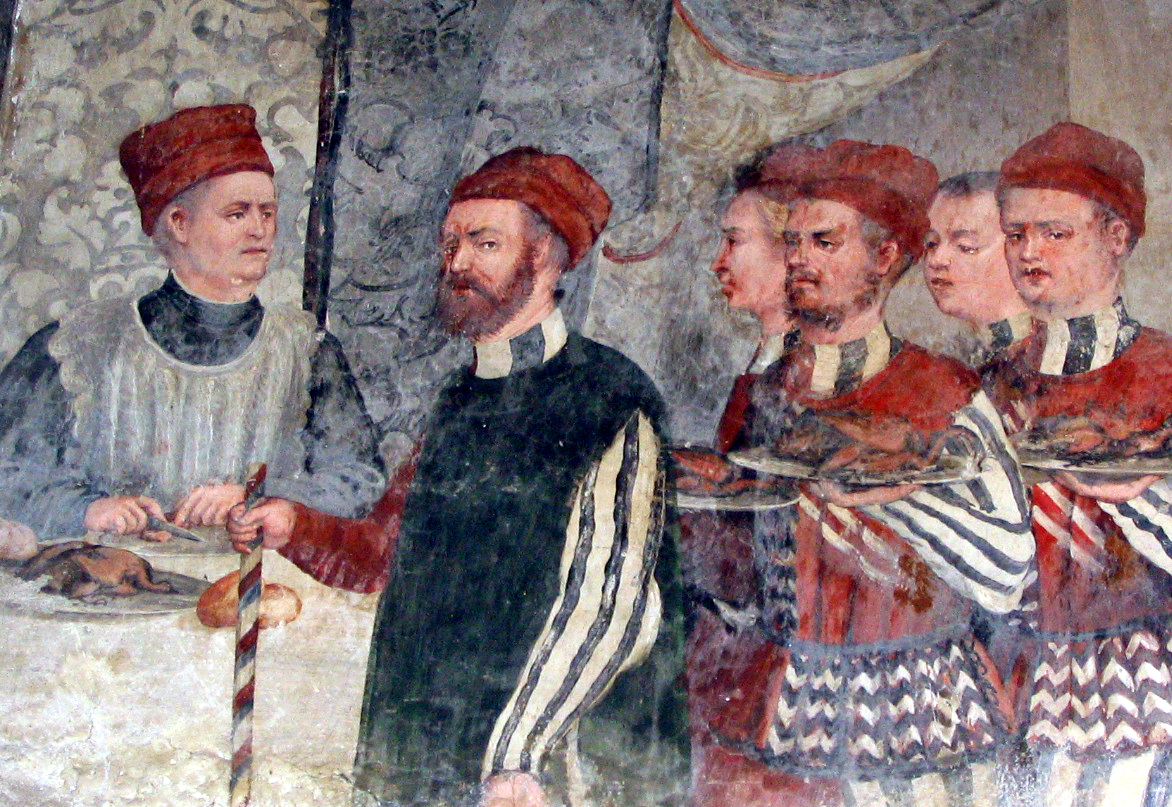
Catador de alimentos para la fiesta de Cristiano I de Dinamarca. Fresco del castillo de Malpaga.

Un  catador de alimentos  es una persona que cata los alimentos o bebidas para servir a otra persona y confirmar que es seguro comer. 
La persona a quien los alimentos se van a servir es generalmente una persona muy importante (por ejemplo, un monarca).
En la Roma antigua, el deber fue dado a menudo a un esclavo (llamado  praegustator). Sin embargo Claudio fue asesinado por veneno en el 54 d. C. a pesar de contratar a un degustador de alimentos llamado Halotus. En tiempos más recientes el catador de venenos se ha convertido en esencial para algunas empresas de alimentos.